# Étienne Hagiochristophoritès
Étienne Hagiochristophoritès (en grec : Στέφανος Ἁγιοχριστοφορίτης, vers 1130 - 11 septembre 1185) est le principal ministre byzantin durant le règne de l'empereur Andronic Ier Comnène, Basileus de 1183 à 1185. Au moment de la révolte d'Isaac II Ange, Étienne est envoyé pour l'arrêter mais il est tué par Isaac qui, le lendemain, dépose et exécute Andronic.

## Biographie

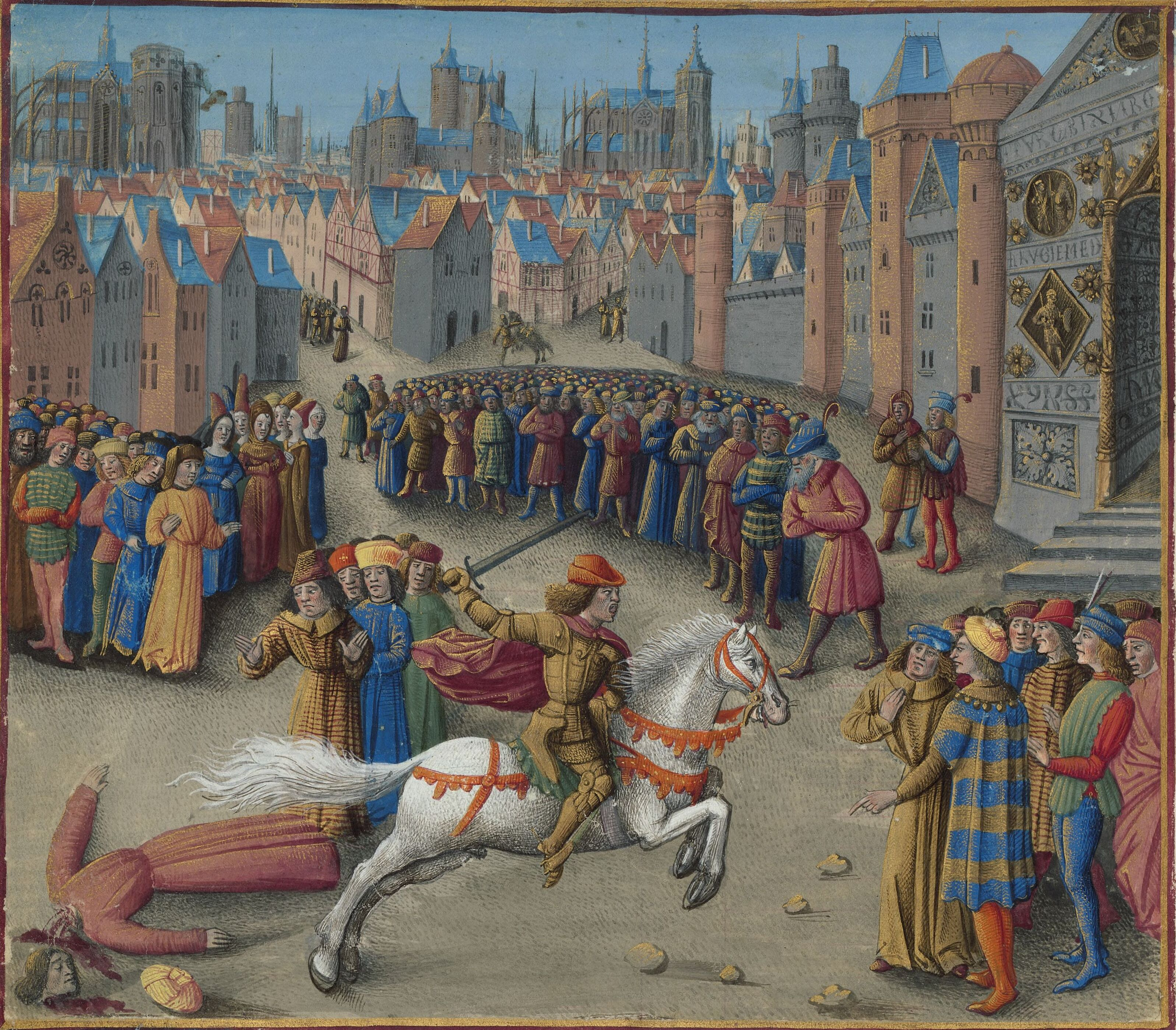
La mort d'Étienne Hagiochristophoritès. Miniature de Jean Colombe dans les Passages d'outremer (vers 1473), BNF.

Étienne Hagiochristophoritès est d'origine modeste. L'archevêque Eustathe de Thessalonique rapporte que son père est percepteur,. Lors de la deuxième moitié du règne de Manuel Ier Comnène, Étienne Hagiochristophoritès tente de s'intégrer à la cour impériale mais il est en butte aux moqueries et à l'hostilité de l'aristocratie. En effet, selon Eustathe, quand Étienne tente de séduire une dame de l'aristocratie et de la prendre pour femme de manière à progresser socialement, il est publiquement fouetté et son nez est tranché,. Toutefois, sa détermination est récompensée et il progresse dans la hiérarchie administrative, atteignant le poste d' epi tou stratou (administrateur de l'armée). C'est Manuel lui-même qui lui aurait conféré cette fonction, dont il est toujours le titulaire durant le court règne d'Alexis II Comnène. 
Au moment de la révolte d'Andronic Ier Comnène, Étienne exerce toujours ces fonctions. Toutefois, la prise du pouvoir d'Andronic marque un tournant dans sa vie. En très peu de temps, il devient l'homme de confiance du nouvel empereur. Avec Constantin Tripsychos et Théodore Dadibrenos, Hagiochristophoritès étrangle Alexis II avec une corde d'arc en septembre/octobre 1183, faisant d'Andronic l'unique empereur. Il est récompensé par le titre, le rang de pansebastos sebastos et le poste de logothète du Drome,.
En septembre 1185, le mécontentement envers le régime d'Andronic est important à Constantinople. Une rumeur populaire apparaît, disant qu'une image célébrée de Saint Paul est en pleurs. En outre, un devin de la cour, Sklèros Seth, affirme que le nom du successeur d'Andronic commencera par un I. Andronic et ses partisans estiment qu'il s'agit là d'Isaac Ange et, le 11 septembre, ils décident d'agir. Alors qu'Andronic se retire dans un palais situé sur les bords asiatiques du Bosphore, Hagiochristophoritès et ses hommes se rendent à la maison d'Isaac Ange, près du monastère Péribleptos. Au début, Isaac panique mais il se résout rapidement à combattre, sortant son épée et enfourchant son cheval. Il charge alors ses assaillants et, Hagiochristophoritès, surpris par cette attaque, bat en retraite. Toutefois, il est frappé à la tête par Isaac et laissé pour mort. Après avoir blessé les hommes d'Hagiochristophoritès et les avoir contraints à la fuite, Isaac se précipite vers la Mésè et la basilique Sainte-Sophie,. Sur son chemin, il prévient la foule de son intention de révolte, ce qui conduit à une rébellion ouverte de la population qui décide de le soutenir. Le lendemain, Isaac est couronné empereur par le patriarche Basile II Kamatéros, tandis qu'Andronic fuit avant d'être capturé et exécuté quelques jours plus tard.

## Réputation
L'ascension du « plus célébré des parvenus » (Charles Brand), sa morgue et sa cruauté, sa complicité dans le meurtre d'Alexis II et dans le règne de plus en plus tyrannique d'Andronic, sa purge sanglante de l'aristocratie, tous ces éléments combinés contribuent à la haine des élites traditionnelles à son égard, comme l'attestent les écrits des historiens,. Nicétas Choniatès décrit Etienne comme le meneur et le chef des partisans d'Andronic, dont les voix tonitruantes éclatent dans le palais, balayant tous ceux suspectés par Andronic. Il rapporte aussi que son surnom, signifiant littéralement le « Saint Porteur du Christ », s'il reflète originellement une dédicace à Saint Christophe, est transformé pour devenir Ἀντιχριστοφορίτης, Antichristophorites, soit le « porteur de l'Antéchrist ». En effet, selon Choniatès, « il était le plus indécent des partisans d'Andronic, rempli de méchanceté ». 
De la même manière, le frère de Nicétas, l'archevêque d'Athènes Michel Choniatès en parle comme le « nerf en acier de la tyrannie », tandis qu'un « dialogue de la mort » écrit après le renversement d'Andronic le dépeint, la tête toujours fendue en deux, tentant de taxer la mort dans le royaume d'Hadès, pour payer son passage sur le bateau de Charon.